# Paso Morado
La Cofradía del Santísimo Cristo del Perdón, más conocida como Paso Morado, es una de las cofradías que componen la Semana Santa de Lorca.
Destaca en sus sobrios desfiles pasionales a través de sus ricos bordados de sedas y oro, y por su importantisimo patrimonio en imaginería religiosa.

## Historia

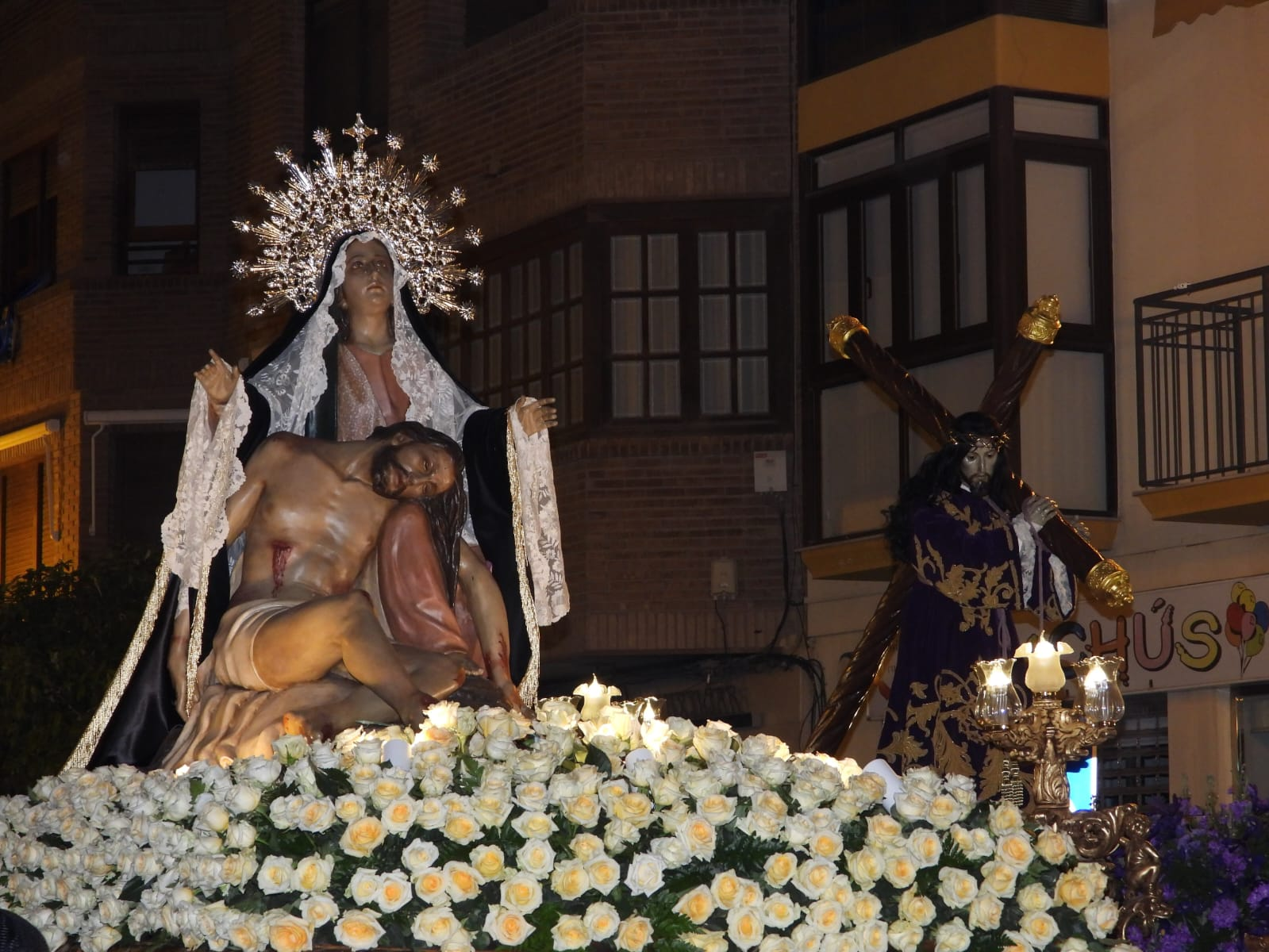
Imágenes del Stmo. Cristo del Perdón y la Stma. Virgen de la Piedad

Desde el año 1600-1614, el Paso Morado está ligado a la devota y santa tradición del rezo del Vía Crucis.
Todos los viernes de Cuaresma, Jueves Santo y Viernes Santo, se realiza el camino de la Pasión y el Dolor que se ha aprendido de los mayores, al amparo de los "rezaores", fedatarios públicos de la Pasión y Muerte de Ntro. Señor Jesucristo. Son únicos en el mundo, al igual que el monte Calvario, el llamado Jerusalén Lorquino.

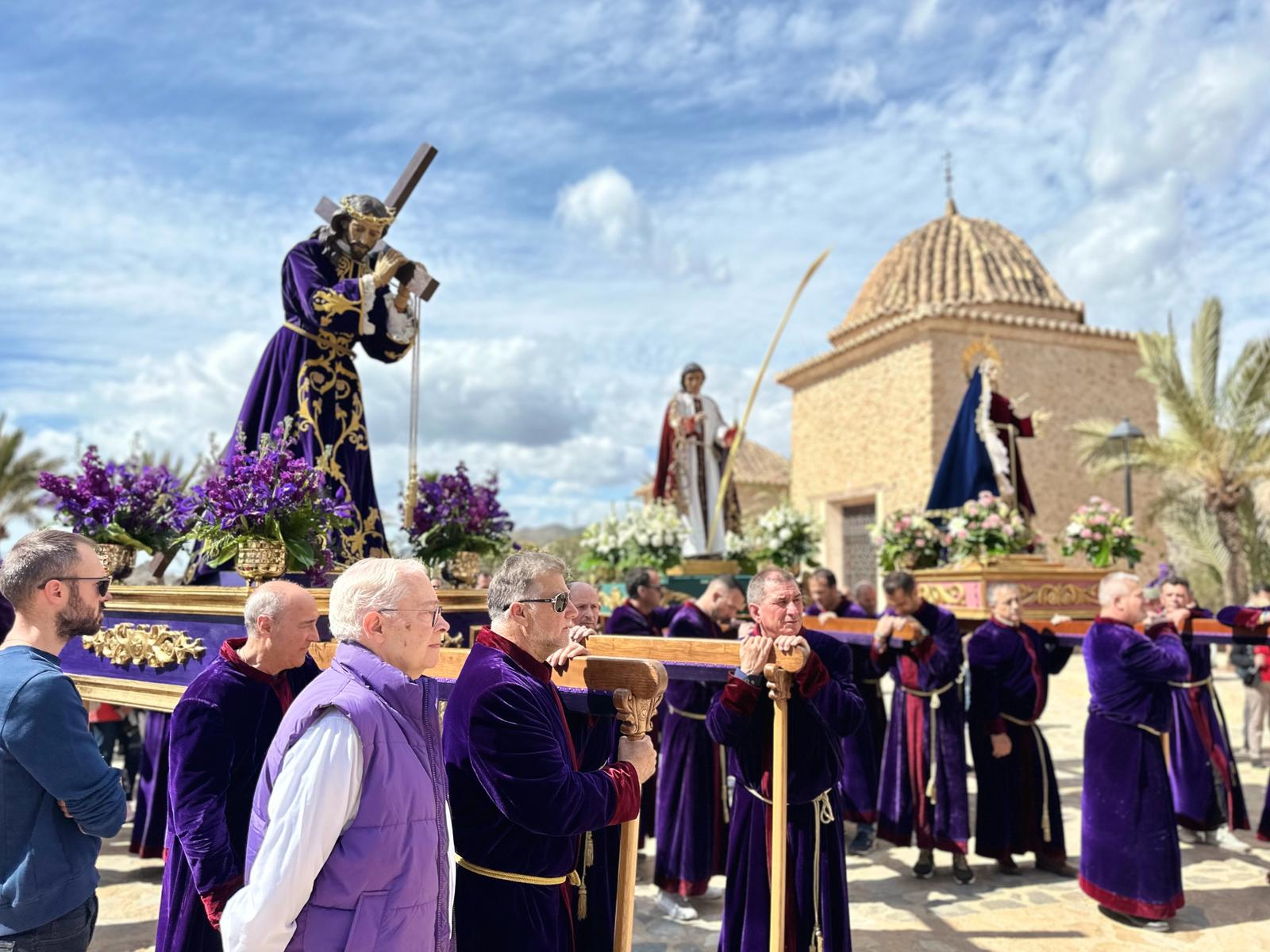
Vía crucis del Viernes Santo en la explanada del monte Calvario de Lorca

Esta advocación se realizaba bajo la tutela de la Hermandad de la Misericordia y de la Caridad. A partir del año 1759 y hasta la guerra civil española está bajo la tutela de la Hermandad del Cristo del Socorro, teniendo como fines primordiales el rezo del Vía Crucis y a atender a los enfermos y desvalidos. Preside desde el año 1800 la procesión del Jueves Santo lorquino, dándole sentido religioso y pasional a las procesiones lorquinas. A partir del año 1939 se refunda bajo la advocación del Santísimo Cristo del Perdón, siendo la primera cofradía en restaurar las procesiones de Semana Santa en toda la Región de Murcia.

## Imaginería

### La Última Cena

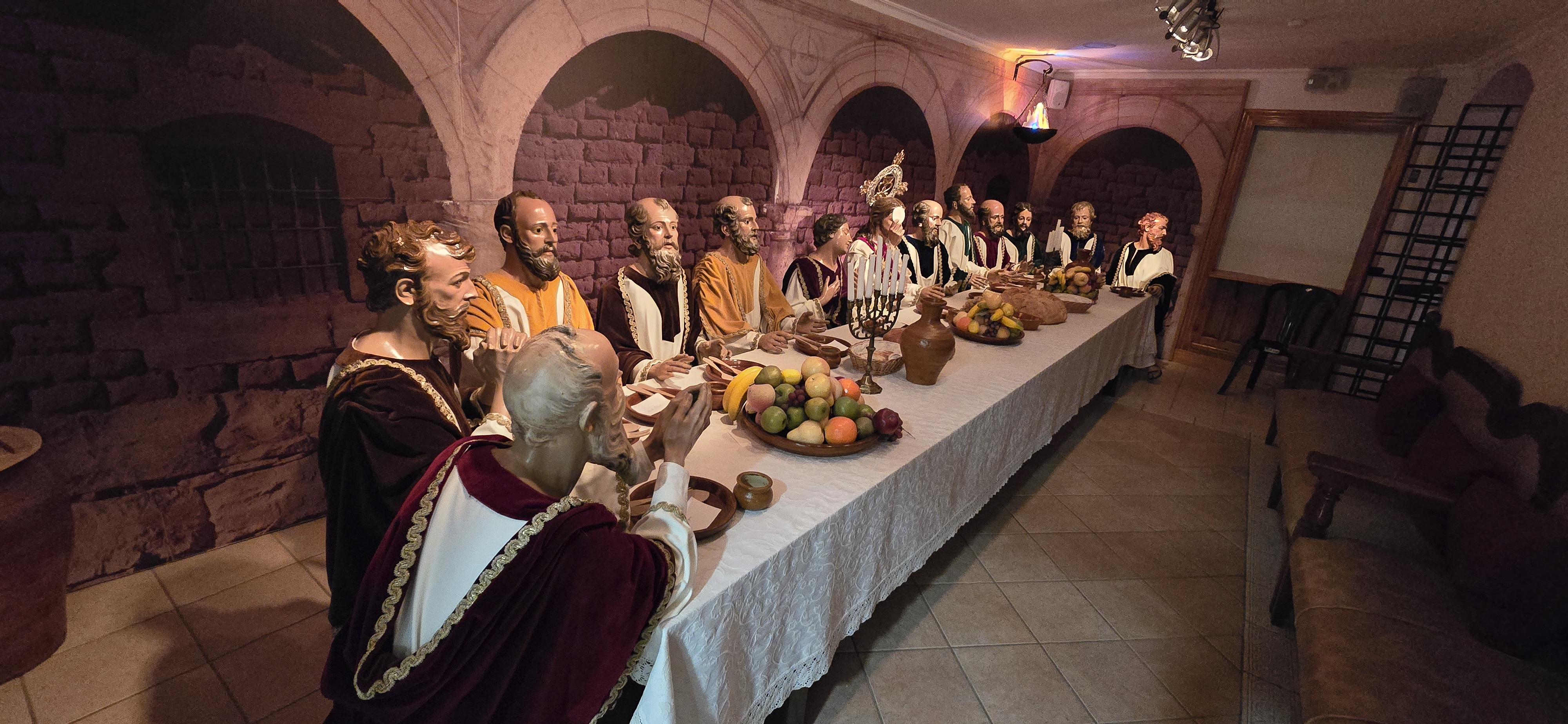
Sala de la Última Cena en el Museo Nicolás Salzillo

Pedro, Santiago el Mayor, Andrés, Bartolomé, Santiago el Menor, Simón, Tomás y Felipe (recuperada en 2024) de Nicolás Salzillo (1701). Jesús,  Felipe, Judas Tadeo, Mateo y Judas Iscariote de José Jeriqué Chús (1953) e imagen de Juan de Manuel Juan Carrillo Marco (1953).
Este paso fue la primera obra que Salzillo padre hizo a su llegada a España por encargo de la cofradía murciana de Nuestro Padre Jesús Nazareno siendo comprada por el Paso Morado en 1793, lo que la convierte en la Cena más antigua que desfila en España.

### Santísimo Cristo del Perdón

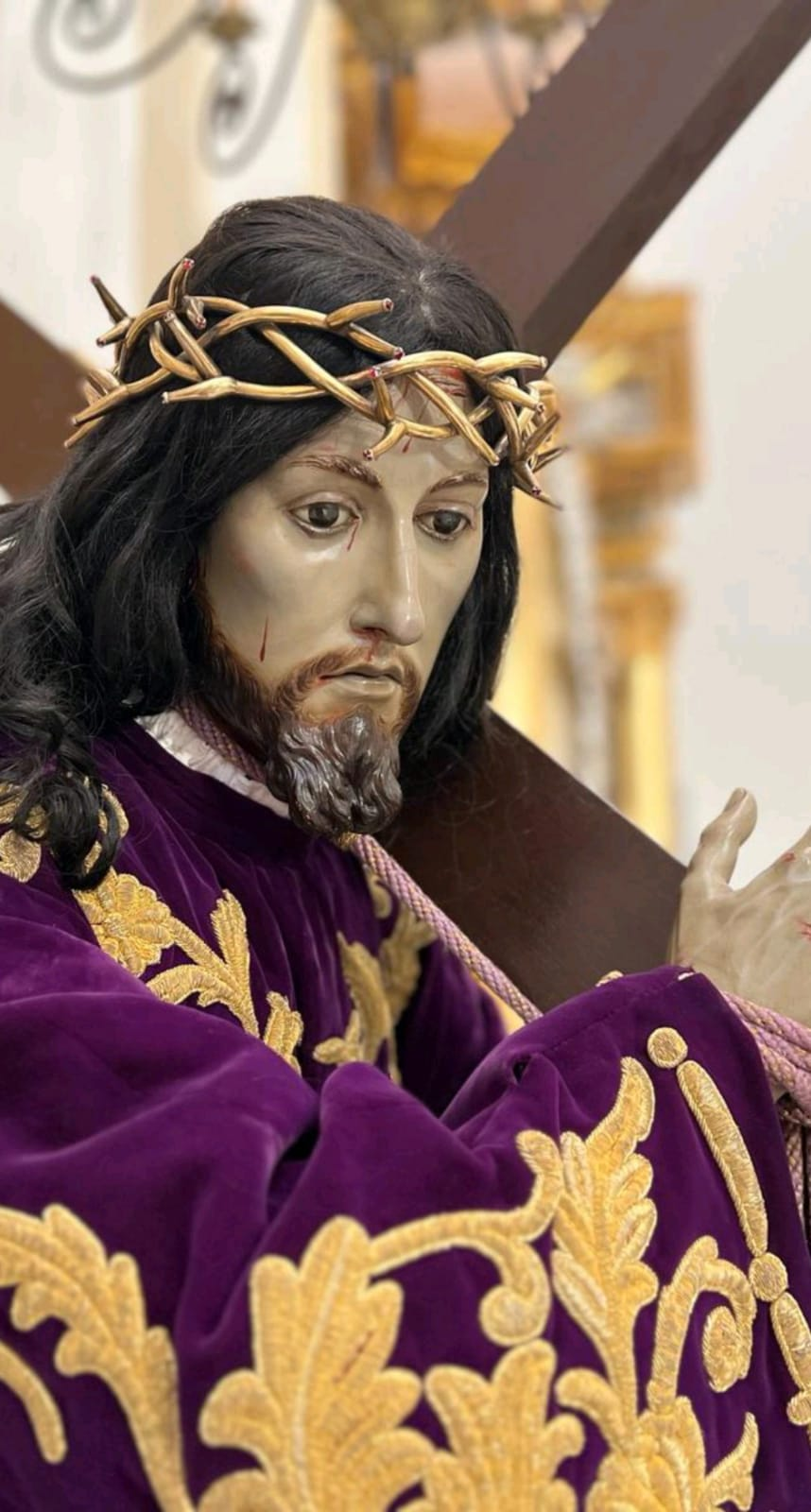
Rostro del Stmo. Cristo del Perdón

El Santísimo Cristo del Perdón es la imagen titular de la Cofradía. Tallada en 1787 por Roque López, es una imagen cristífera de pasión y de vestir de Jesús nazareno, desfilando por primera vez en 1940. La cabeza está girada levemente en oposición a la cruz que cae sobre su hombro izquierdo, llevando una peluca de pelo natural y una corona de espinas dorada e incrustaciones de rubíes. El rostro es de facciones alargadas, y denota una expresividad contenida. Viste túnica de color morado, que alude al sufrimiento y penitencia, siendo de terciopelo con bordados en oro. 

### Monte Calvario

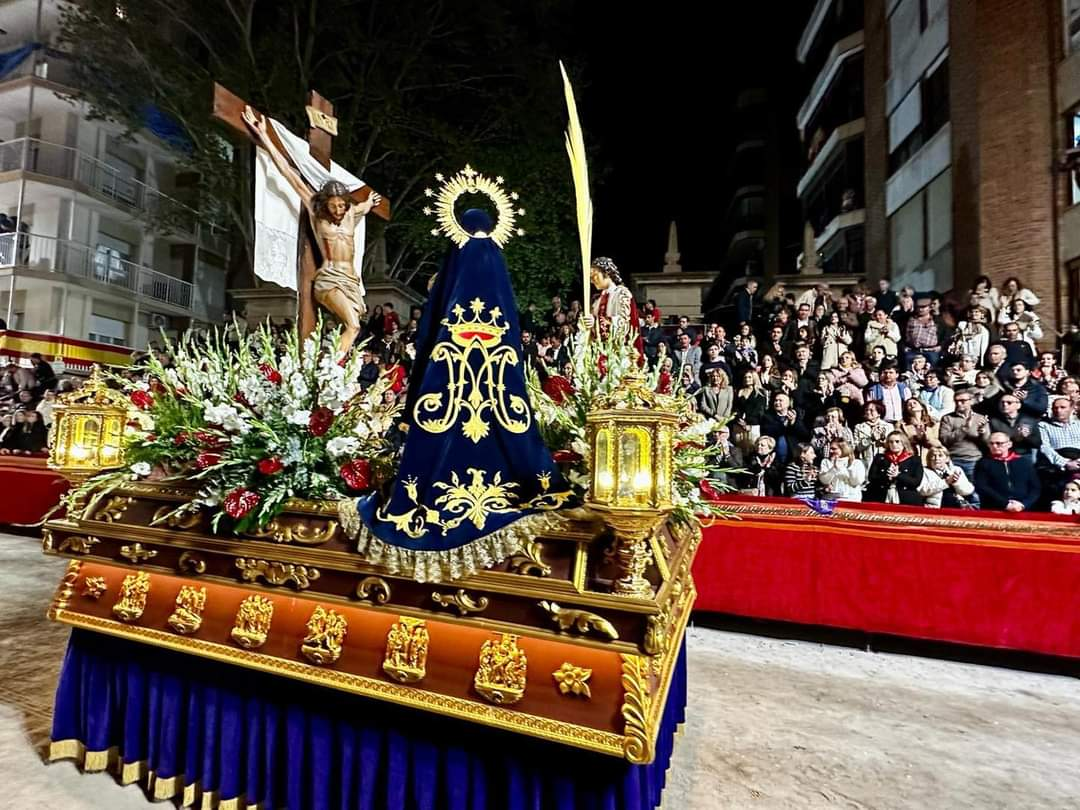
Trono del Calvario al paso por presidencia

Cristo crucificado (1947) San Juan (1942) y Santa María Magdalena (1942) de Manuel Juan Carrillo Marco; Santísima Virgen de los Dolores (1790) de Marcos Laborda.

### Santísimo Cristo de la Misericordia

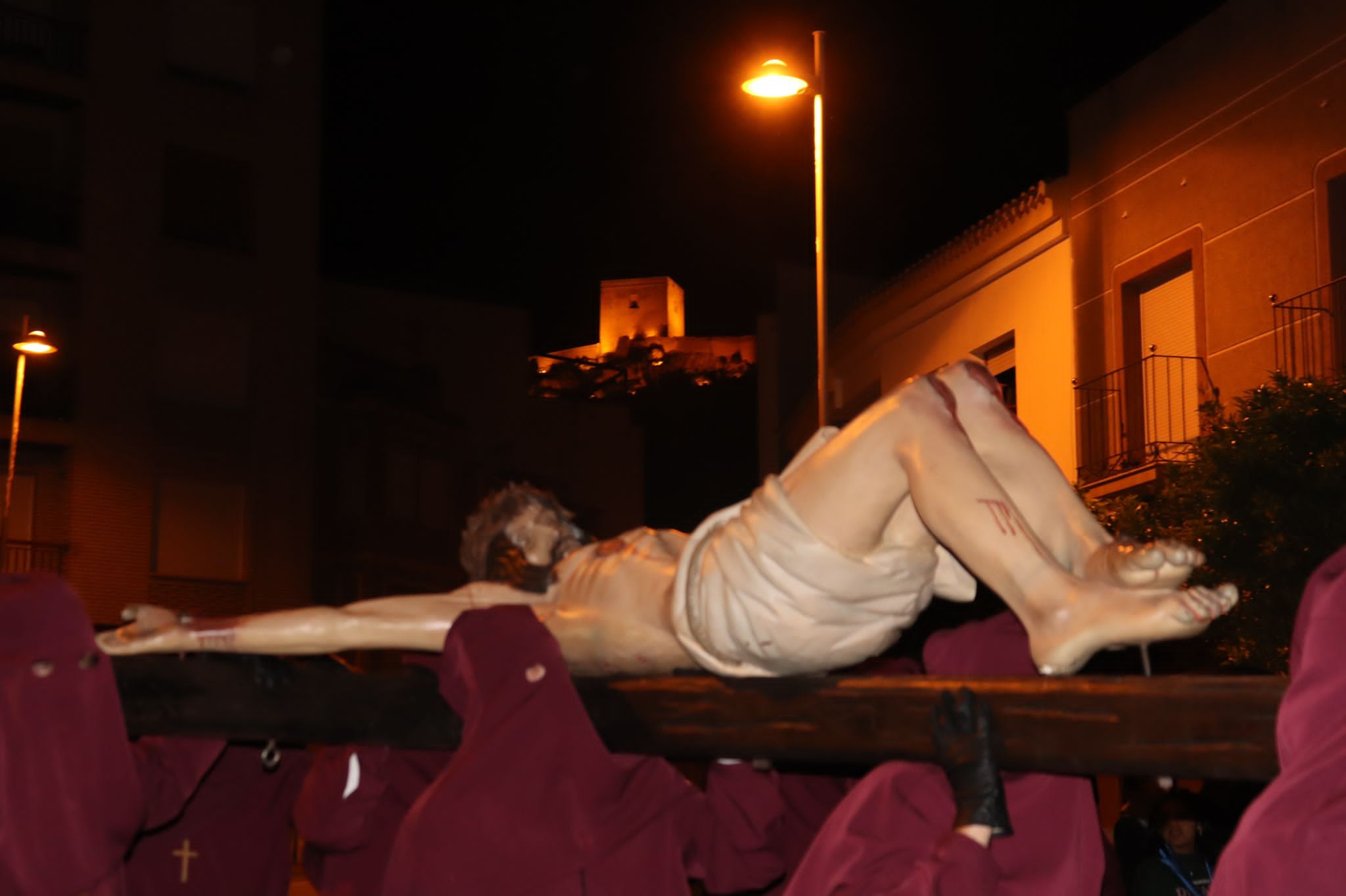
Bajada del Cristo de la Misericordia

Isabel Biscarri i Cuyàs (1944).

### Santísimo Cristo del Socorro

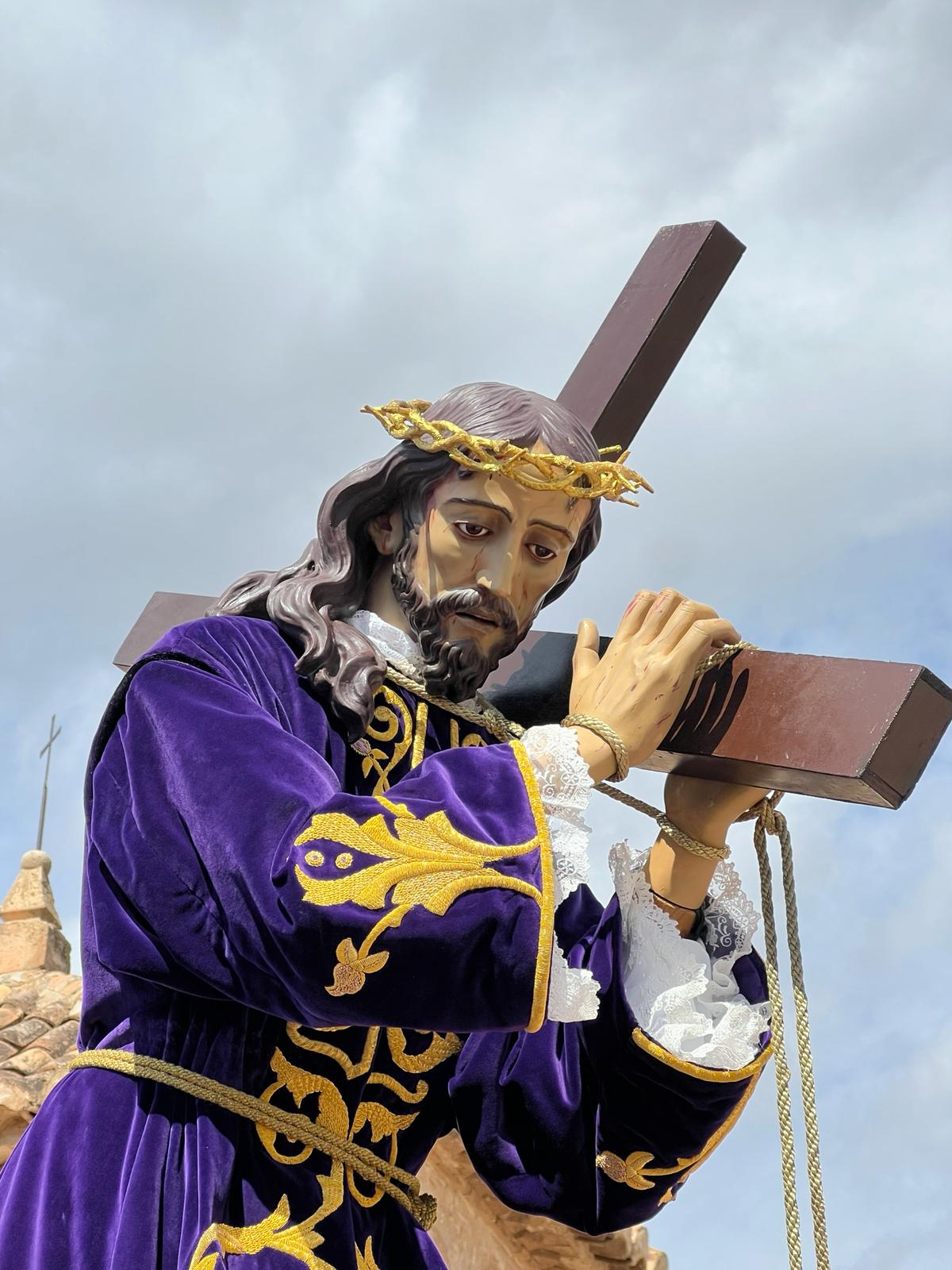
Rostro del Stmo. Imagen Cristo del Socorro

Manuel Juan Carrillo Marco (1964).

### María Santísima de la Piedad

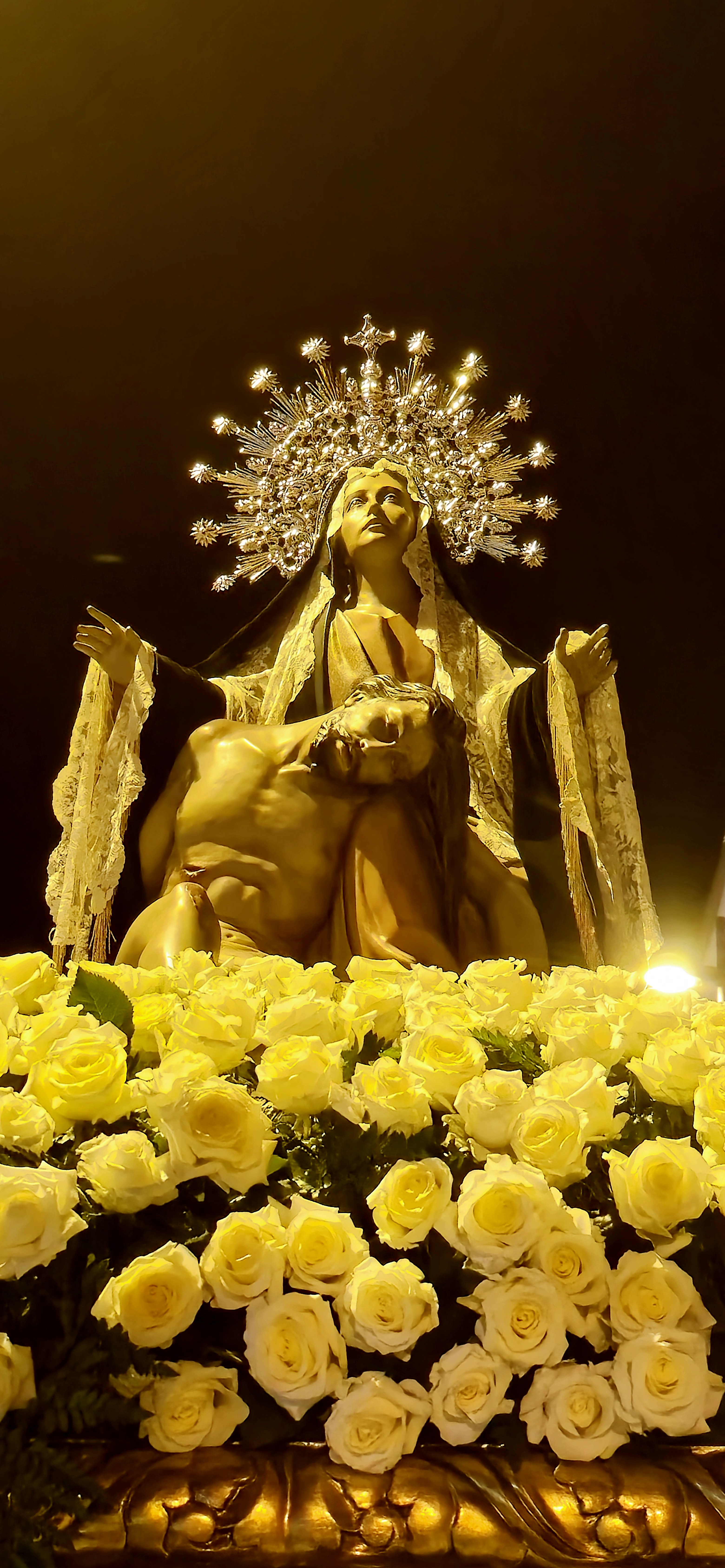
Virgen de la Piedad de Lorca

Antonio García Mengual (1982).

## Presidencia

### Presidencia actual

#### Presidente Cofradía Santísimo Cristo del Perdón
- Ángel Latorre Boluda (2019)

#### Presidenta Asociación de Damas Virgen de la Piedad
- Ana María Calvis del Rey  (2024)

### Presidencias anteriores

#### Presidentes Cofradía
- Francisco Escobar Barberán (Años 20)
- José Zarauz Cachá (Años 30)
- José Quiñonero Delgado (1940-1977)
- Alejandro Quiñonero (1977-1978)
- Ginés Guevara Méndez (1978-2000)
- Fulgencio Tomás Martínez Pelegrín (2000-2019)

#### Presidentas Asociación de Damas
- Tomasa Lorente López (2001-2024)